# Пирамович, Гжегож
Гжегож Пирамович (пол. Grzegorz Piramowicz; Григор Пирумян; 25 ноября 1735, Львов — 14 ноября 1801, Мендзыжец-Подляски) — польский просветитель, римско-католический священник, проповедник, педагог, писатель и поэт, переводчик, философ

 армянского происхождения.

## Биография
Родился в армянской купеческой семье у львовского патриция Якуба и Анны Никорович. Образование получил в львовской коллегии иезуитов. После завершения учёбы и присоединения к ордену иезуитов в 1754 году и провёл двухлетний новициант в доме святого Щепана в Кракове (польск. sw. Szczepana), после чего он работал в Житомире учителем грамматики (1756—1757), он преподавал в нижней школе в Юревичах (1757—1759) и вёл поэтику в колледже в Луцке (1759—1760). С 1760 года он изучал богословие во Львовской академии и был рукоположён в священники 23 июля 1763 г. После завершения его обучению богословия он стал, с осени 1764 года, проповедником и профессором нравственного богословия в коллегиуме иезуитов в Кременце. В 1766—1767 он проживал в религиозном доме в Ярославе на так называемом третьем испытательном сроке. Затем он вернулся во Львов, чтобы вскоре отправиться в Италию и Францию в качестве опекуна сыновей (Павел, Кайетан и Ян) Юзефа Потоцкого, львовского каштеляна, которых он обучал в 1764 году, когда после смерти отца они были помещены во Львовскую коллегию иезуитов. Что бы получить опекунство он сделал перевод «Fedra August Wyzwoleńca Bajek Wybięci», изданное в 1767 году во Львове под именем одного из студентов — Яна Потоцкого, с посвящением, адресованным его двоюродному брату — Игнаци Потоцкому. Это был типичный «педагогический» перевод, предназначенный для «изучения латыни и французского языка», включающий в себя текст оригинала, перевод стихов на польский и французский языки (Жан де Лафонте́н), буквальный перевод прозы, пояснения и краткое теоретическое введение «о притче или басне».
Вместе, они отправились на обучение в 1767 году. До осени 1770 года они находились в Риме где каштеляны посещали Римскую иезуитскую коллегию, а Пирамович читал в ней лекции по нравственной богословии. Там он познакомился с Игнацием Потоцким. Вместе они провели лето 1769 года на летнем курорте Фраскати, а в октябре посетили Тибур. С сентября 1770 года Пирамович находился со старшими сыновьями Павлом и Кайетаном Потоцкими в Пон-а-Муссоне в Лотарингии где они обучались на священников. В начале 1771 года он настоял, чтобы они вернулись в Польшу и рекомендовал продолжить обучение старших каштелян в варшавских или краковских семинариях. Летом этого же года они вернулись во Львов, где Пирамович стал исполнять обязанности профессора философии, а вскоре стал и проповедником собора. Летом 1772 г. Пирамович сопровождал на курортные лечебные источники канцлера кафедры Львовского собора Адама Ржевуского, чем он воспользовался для собственного лечения. Вернувшись, он переехал из Львова в Варшаву, вероятно, по инициативе Игнаци Потоцкого, с которым он был связан с римским путешествием, и жил в религиозном доме провинции Малопольское. Вскоре после этого, (в августе 1773 г) он был представлен королю на «учёном обеде». С тех пор он был частым гостем литературных четвергов и постоянным автором их неофициальных «Весёлых и полезных игр» (польск. «Zabaw Przyjemnych i Pożytecznych»). Пользуясь репутацией превосходного профессора, он получал множество предложений о частном обучении, однако он не принимал их, довольствуясь тем, что был личным секретарём у И. Потоцкого назначенным на должность комиссара и секретаря недавно созданной Эдукационной комиссии. Он подсказывал Потоцкому некоторые идеи и делился с ним своим мнением, он искал необходимые книги и журналы, а также поддерживал его путём подготовки «первых» положений Эдукационной комиссии. Он принимал участие в окончательном редактировании устава Эдукационной Комиссии (с 24 октября 1773 года) и сотрудничал в написании «Положения о провинциальных школах» (1775 год) (польск. «Przepisu na szkoły wojewódzkie»), которая составляло основу школьных программ до конца работы Эдукационной комиссии.
В 1775—1787 — секретарь комиссии по школьным делам Общества элементарных учебников.
Участник Тарговицкой конфедерации (1792). В результате потерял все свои посты.
После подавления Восстания Костюшко с 1794 жил в эмиграции.
В 1797—1800 находился под надзором австрийской полиции в Кракове. Участвовал в работе Варшавского общества друзей науки.

## Просветительская деятельность
В своей деятельности, направленной на возрождение национальной системы просвещения в Польше, особое внимание уделял организации народных школ. Под его редакцией вышли учебник по риторике, букварь для приходских школ, стихотворения для детей и юношества и др.
В неоднократно переиздававшихся книгах «Нравственная наука для народа» (1785) и «Обязанности учителя» (1787) Пирамович рассмотрел роль приходских школ в начальном образовании народа, связанные с этим задачи учителя, вопросы физического, нравственного и умственного воспитания, методики начального обучения. Учитель, подчёркивал Пирамович, должен также быть активным общественным деятелем, представителем интересов крестьян. Пирамович ввёл в приходскую школу уроки морали, цель которой видел в формировании у учащихся гражданственности и патриотизма.
По убеждению Пирамовича, сознательность усвоения учебного материала, наглядность способствуют успешному приобретению знаний, практических умений и навыков, в том числе и в области естественно-математических и сельскохозяйственных наук. Значительное внимание уделял женскому воспитанию и образованию.

## Избранные труды
Соавтор и редактор Устава Эдукационной комиссии Речи Посполитой].
- «Произношение и поэзия для национальных школ» (1792, учебник по риторике)/ «Wymowa i poezya dla szkol naro-dowych pierwszy raz wydana» (1792—1819)
- «Букварь для приходских школ» (1785)/ «Elementare dla szkol parafialnych narodowych, zawierajacy» (1785)
- «Речи, произнесённые в Обществе элементарных учебников, 1776» (1788, сборник)/ «Mowa w Dzien Rocznicy Otwarcia Towarzystwa do ksiag elementarnych, 1776» (1788)
- «Федра…, избранные сказки» (1767)/«Fedra… bajki wybrane» (1767)
- «Предупреждения читателям газет, журналов, путевые заметки…» / «Przestrogi dla czytających gazety, dzienniki, podróże…»,

Переводил с латыни и французского. Опубликовал «Carmen nuptiale illustrissimis excellentissimisque sponsis Joanni Chodkiewicz, senatorio Samogitiae praefecto… et Ludovicae Rzewuska, lectissimae palatini Cracoviensis, campestris copiarum Regni ductoris filiae» Лешневского (1766), «Избранные латинские сказки по-польски и по-французски» (1767) и др.

## Память
Именем Пирамовича названы сегодня улицы в Кельцах, Лодзи, Вроцлаве, Щецине.